# (6409) 1992 VC
A (6409) 1992 VC a Naprendszer kisbolygóövében található aszteroida. Nobuhiro Kawasato fedezte fel 1992. november 2-án.